# Tototlmimus packardensis
Tototlmimus packardensis es la única especie conocida del género extinto Tototlmimus de dinosaurio terópodo ornitomímido que vivió a finales del período Cretácico, hace 72 millones de años durante el Campaniano, en lo que es hoy Norteamérica. Sus fósiles fueron encontrados en el estado de Sonora, México, en sedimentos de la Formación Packard.

## Descripción
Tototlmimus es un ornitomímido de talla mediana. Los descriptores pudieron identificar cinco características distintivas. El extremo inferior del segundo y cuarto metatarsiano no están unidos pero se contactan a través de la superficie inferior del tercer metatarsiano. Este contacto se hace posible gracias a que la cara interna del tercer metatarsiano encaja perfectamente con los lados del segundo y cuarto metacarpiano. El tercer metatarsiano tiene una superficie articular inferior gingliomoidea apenas desarrollada. La falange ungueal, el hueso de la garra, es estrecha y asimétrica con surcos poco profundos a ambos lados. La garra del pie no tiene un surco profundo longitudinal para el tendón del músculo flexor, pero tiene en cambio un surco profundo en su zona inferior interior, cerca de la superficie de la articulación.
Tototlmimus muestra una constitución del pie típica de los ornitomimosaurios. La parte media del pie es un arctometatarso, con un tercer metatarsiano que se hace más estrecho en el extremo superior. Las garras del pie tienen una superficie articular triangular con una parte inferior relativamente recta. El extremo inferior posterior forma un "talón" con un sentido transversal adquiriendo mayor profundidad.

## Descubrimiento e investigación
La especie tipo Tototlmimus packardensis fue nombrada y descrita en 2016 por Claudia Inés Serrano Brañas, Esperanza Torres-Rodríguez, Paola Carolina Reyes-Luna, Ixchel González-González Ramírez y Carlos León. El nombre del género se deriva del término náhuatl tototl, "ave" y el griego antiguo mimus, "imitador". El nombre de la especie se refiere a su procedencia de la Formación Packard.
El espécimen fósil, el holotipo ERNO 8553, se encontró en el noreste del estado mexicano de Sonora, en el Grupo Cabullona, en una capa antigua de la Formación Packard que parece datar de finales del Campaniano, hace 72 millones de años. Se compone de un esqueleto parcial sin cráneo. Este incluye la articulación del primer dedo de la mano izquierda, la articulación primera y segunda del tercer dedo derecho, los extremos inferiores de los metatarsianos segundo, tercero y cuarto, la primera y segunda articulación del segundo dedo del pie, la segunda y tercera falanges del tercer dedo del pie, la primera, tercera y cuarta falange del cuarto dedo del pie, la primera y segunda falange del segundo dedo izquierdo del pie, además de una falange ungueal ganchuda del pie izquierdo. Los elementos fósiles, ninguno de los cuales están completos, se encontraron en un área de medio metro cúbico.

## Clasificación
Tototlmimus se sitúa en la familia Ornithomimidae, en una posición derivada. Es el primer ornitomímido designado de México y uno de los más australes conocidos en América del Norte. De acuerdo con un análisis cladístico realizado en su descripción científica, era el género hermano de Ornithomimus.

### Filogenia
Cladograma basado en el análisis realizado por Serrano-Brañas et al., 2015:

|  | Gallimimus  |
|  |             |
|  | Anserimimus |
|  |             |

|  | Struthiomimus                                                |
|  |                                                              |
|  | \| \| Tototlmimus \| \| \| \| \| \| Ornithomimus \| \| \| \| |
|  |                                                              |
|  | Tototlmimus                                                  |
|  |                                                              |
|  | Ornithomimus                                                 |
|  |                                                              |

|  | Tototlmimus  |
|  |              |
|  | Ornithomimus |
|  |              |

|  | Gallimimus  |
|  |             |
|  | Anserimimus |
|  |             |

|  | Struthiomimus                                                |
|  |                                                              |
|  | \| \| Tototlmimus \| \| \| \| \| \| Ornithomimus \| \| \| \| |
|  |                                                              |
|  | Tototlmimus                                                  |
|  |                                                              |
|  | Ornithomimus                                                 |
|  |                                                              |

|  | Tototlmimus  |
|  |              |
|  | Ornithomimus |
|  |              |

|  | Gallimimus  |
|  |             |
|  | Anserimimus |
|  |             |

|  | Struthiomimus                                                |
|  |                                                              |
|  | \| \| Tototlmimus \| \| \| \| \| \| Ornithomimus \| \| \| \| |
|  |                                                              |
|  | Tototlmimus                                                  |
|  |                                                              |
|  | Ornithomimus                                                 |
|  |                                                              |

|  | Tototlmimus  |
|  |              |
|  | Ornithomimus |
|  |              |

|  | Gallimimus  |
|  |             |
|  | Anserimimus |
|  |             |

|  | Struthiomimus                                                |
|  |                                                              |
|  | \| \| Tototlmimus \| \| \| \| \| \| Ornithomimus \| \| \| \| |
|  |                                                              |
|  | Tototlmimus                                                  |
|  |                                                              |
|  | Ornithomimus                                                 |
|  |                                                              |

|  | Tototlmimus  |
|  |              |
|  | Ornithomimus |
|  |              |

|  | Gallimimus  |
|  |             |
|  | Anserimimus |
|  |             |

|  | Struthiomimus                                                |
|  |                                                              |
|  | \| \| Tototlmimus \| \| \| \| \| \| Ornithomimus \| \| \| \| |
|  |                                                              |
|  | Tototlmimus                                                  |
|  |                                                              |
|  | Ornithomimus                                                 |
|  |                                                              |

|  | Tototlmimus  |
|  |              |
|  | Ornithomimus |
|  |              |

|  | Gallimimus  |
|  |             |
|  | Anserimimus |
|  |             |

|  | Struthiomimus                                                |
|  |                                                              |
|  | \| \| Tototlmimus \| \| \| \| \| \| Ornithomimus \| \| \| \| |
|  |                                                              |
|  | Tototlmimus                                                  |
|  |                                                              |
|  | Ornithomimus                                                 |
|  |                                                              |

|  | Tototlmimus  |
|  |              |
|  | Ornithomimus |
|  |              |

|  | Gallimimus  |
|  |             |
|  | Anserimimus |
|  |             |

|  | Struthiomimus                                                |
|  |                                                              |
|  | \| \| Tototlmimus \| \| \| \| \| \| Ornithomimus \| \| \| \| |
|  |                                                              |
|  | Tototlmimus                                                  |
|  |                                                              |
|  | Ornithomimus                                                 |
|  |                                                              |

|  | Tototlmimus  |
|  |              |
|  | Ornithomimus |
|  |              |

|  | Gallimimus  |
|  |             |
|  | Anserimimus |
|  |             |

|  | Struthiomimus                                                |
|  |                                                              |
|  | \| \| Tototlmimus \| \| \| \| \| \| Ornithomimus \| \| \| \| |
|  |                                                              |
|  | Tototlmimus                                                  |
|  |                                                              |
|  | Ornithomimus                                                 |
|  |                                                              |

|  | Tototlmimus  |
|  |              |
|  | Ornithomimus |
|  |              |